# ザン・ウィンザー
ザン・ウィンザー（英語: Xan Windsor、2007年3月12日 - ）は、イギリスの貴族令息。グロスター公爵リチャード王子の孫息子にあたる。

## 経歴
アルスター伯爵アレグザンダーとクレアの長男（第1子）として生まれる。グロスター公位の「法定推定相続人の法定推定相続人」（継承順位第2位）として、カローデン男爵（Lord Culloden）の儀礼称号を帯びている。国王ジョージ5世の男系子孫にあたるが、「王子」の称号や「殿下」の敬称は有していない。
名の「ザン」はアレグザンダーの省略形愛称をそのまま名としたものである。
現時点のイギリス王位継承順位は第33位。
| 上位 アレグザンダー （アルスター伯爵） | イギリス王位継承順位 継承順位第33位 他の英連邦王国の王位継承権も同様 | 下位 コジマ |

| スタブアイコン | サブスタブ | この項目は、まだ閲覧者の調べものの参照としては役立たない、人物に関連した書きかけの項目です。この項目を加筆・訂正などしてくださる協力者を求めています（P:人物伝/PJ:人物伝）。 |